# Kappa (bokstav)
Kappa (av äldre grekiska κάπα káppa) (versal: Κ, gemen: κ, matematisk variant: ϰ) är den tionde bokstaven i det grekiska alfabetet. Den hade i det joniska talbeteckningssystemet talvärdet 20. Kappa motsvarar K, k i det latinska alfabetet och К, к i det kyrilliska alfabetet. Dess ljudvärde är ett oaspirerat k-ljud [k]. Ihop med gamma (γκ) uttalas den i modern grekiska även som ett g.

## Unicode
|   | decimalt | hexadecimalt | HTML    |
| - | -------- | ------------ | ------- |
| κ | 954      | 3BA          | &kappa; |
| Κ | 922      | 39A          | &Kappa; |
| ϰ | 1008     | 03F0         | &#1008  |